# داريل هورغان
داريل هورغان (بالإنجليزية: Daryl Horgan) (10 أغسطس 1992 بغالواي في جمهورية أيرلندا - ) هو لاعب كرة قدم أيرلندي في مركز الوسط. لعب مع نادي هيبرنيان.

## وصلات خارجية
- داريل هورغان على موقع الاتحاد الدولي (مؤرشف)  (الإنجليزية)
- داريل هورغان على موقع الاتحاد الأوربي (الإنجليزية)
- داريل هورغان على موقع قاعدة بيانات كرة القدم.إي يو (الإنجليزية)
- داريل هورغان على موقع ناشيونال فوتبول تيمز (الإنجليزية)
- داريل هورغان على موقع Soccerbase.com (لاعب) (الإنجليزية)
- داريل هورغان على موقع Soccerway.com (الإنجليزية)
- داريل هورغان على موقع عالم كرة القدم.نت (الإنجليزية)
- داريل هورغان على موقع AS.com (الإسبانية)